# Aradus implanus
Aradus implanus är en insektsart som beskrevs av Parshley 1921. Aradus implanus ingår i släktet Aradus och familjen barkskinnbaggar. Inga underarter finns listade i Catalogue of Life.